# Edilson Carrasquilla
Edilson Ronaldo Carrasquilla Alcázar (Ciudad de Panamá, Panamá, 6 de junio de 2002) es un futbolista panameño. Juega de centrocampista y su equipo es el San Francisco FC de la Primera División de Panamá. Es hermano de Adalberto Carrasquilla y primo del también futbolista Jhamal Rodríguez.

## Trayectoria

### Tauro FC
Se formó en las categorías inferiores del Tauro FC en donde hizo su debut profesional en la Primera División de Panamá el 16 de febrero de 2020 en la victoria 1 a 0 contra el Club Deportivo del Este en el Estadio Rommel Fernández en donde fue suplente y entró al minuto 68 por Axel McKenzie. Disputó 13 partidos, 9 de titular y 4 de suplente.
Para la temporada 2021 disputó 16 partidos entre los torneos Apertura y Clausura. Durante la temporada 2022, perdió protagonismo en el equipo disputando solo 8 partidos.

### San Francisco FC
Fichó como agente libre el 28 de noviembre de 2022 por el San Francisco FC. Durante la temporada 2023 disputó un total de 29 partidos, 28 de hechos como titular. Para la temporada 2024 disputó 28 partidos, 27 de ellos como ritual y 1 entrando de cambio contra el Herrera FC. El 28 de noviembre de 2024, se anunció su renovación hasta diciembre de 2025.  

## Selección nacional

### Categorías inferiores
Fue convocado por la selección sub-15 de Panamá para el partido amistoso del 17 de agosto de 2017 contra Estados Unidos, en donde cayeron derrotados 3-0. En 2019 fue convocado a la Selección sub-17 de Panamá para la Campeonato Sub-17 de la Concacaf de 2019 en donde disputó 5 partidos y anotando 1 gol frente a Surinam en la fase de grupos, en donde quedaron eliminados en la cuartos de final frente a Estados Unidos. En 2023 fue convocado a la selección sub-23 para disputar el Torneo Maurice Revello de 2023 quedando con el título después de vencer a México 4-1, en la final. Fue llamado también para el Torneo Maurice Revello de 2024, disputando 3 partidos en donde Panamá terminó disputando el partido por el séptimo lugar.

### Categoría mayor
Fue convocado por el director técnico	Thomas Christiansen para los partidos de cuartos de final de la Liga de Naciones de la Concacaf 2024-25 contra la selección de Costa Rica. Sin embargo, no estuvo presente entre los 23 convocados para ambos partidos. Se mantuvo con la selección pero desde las graderías como jugador reserva. Posteriormente hizo su debut no oficial, partiendo de titular en el (amistoso no oficial) contra el equipo de Universitario de Deportes en la Noche Crema el 24 de enero de 2025. Posterior a eso se encuentra convocado para el partido amistoso frente a la selección de Chile el 8 de febrero de 2025.

## Estadísticas
Actualizado al 31 de mayo de 2025.
| Tauro F. C. · Panamá | 1.ª           | 20            | 13  | 0 | - | - | 1 | 0 | 14  | 0 |
| Tauro F. C. · Panamá | 1.ª           | 2021          | 16  | 0 | - | - | - | - | 16  | 0 |
| Tauro F. C. · Panamá | 1.ª           | 2022          | 8   | 0 | - | - | 1 | 0 | 9   | 0 |
| Tauro F. C. · Panamá | Total club    | Total club    | 37  | 0 | 0 | 0 | 2 | 0 | 39  | 0 |
| San Francisco FC · Panamá | 1.ª           | 2023          | 29  | 0 | - | - | - | - | 29  | 0 |
| San Francisco FC · Panamá | 1.ª           | 2024          | 28  | 0 | - | - | 3 | 0 | 31  | 0 |
| San Francisco FC · Panamá | 1.ª           | 2025          | 20  | 0 | - | - | - | - | 20  | 0 |
| San Francisco FC · Panamá | Total club    | Total club    | 77  | 0 | 0 | 0 | 3 | 0 | 80  | 0 |
| Total carrera | Total carrera | Total carrera | 114 | 0 | 0 | 0 | 5 | 0 | 119 | 0 |
| (1)Incluidos los datos de la Torneo de Copa (Panamá). (2)Incluidos los datos de la Liga Concacaf (2020, 2022) y Copa Centroamericana de Concacaf (2024). |               |               |     |   |   |   |   |   |     |   |

## Palmarés

### Títulos nacionales
| Título           | Club     | País   | Año  |
| ---------------- | -------- | ------ | ---- |
| Primera División | Tauro FC | Panamá | 2021 |

### Títulos internacionales
| Título                 | Club          | País    | Año  |
| ---------------------- | ------------- | ------- | ---- |
| Torneo Maurice Revello | Panamá Sub-23 | Francia | 2023 |